# Basile Vladimir Ladyka
Basile Vladimir Ladyka (Васи́ль Володи́мир Лади́ка en ukrainien), né le 2 août 1884 à Drohobytch en Autriche-Hongrie et mort le 1er septembre 1956 à Winnipeg au Manitoba au Canada, était un prélat de l'Église grecque-catholique ukrainienne. Il était membre de l'Ordre basilien de saint Josaphat. De 1929 à 1956, il a été le prélat en charge de l'Église grecque-catholique ukrainienne au Canada de 1929 jusqu'à sa mort en 1956. Il a successivement porté les titres suivants : exarque apostolique du Canada pour les Ukrainiens de 1929 à 1948, exarque apostolique du Centre du Canada pour les Ukrainiens de 1948 à 1951 et exarque apostolique du Manitoba pour les Ukrainiens de 1951 à 1956. De nos jours, cette juridiction correspond à l'archéparchie de Winnipeg des Ukrainiens depuis 1956.

## Biographie
Basile Vladimir Ladyka est né le 2 août 1884 à Drohobytch en Autriche-Hongrie, de nos jours situé dans l'oblast de Lviv en Ukraine. En 1903, il s'est joint à l'Ordre basilien de saint Josaphat. Il a fait sa profession au sein de cet ordre le 2 avril 1905 et prononcé ses vœux solonnels le 28 août 1909. En 1909, il immigra au Canada où il vit au sein d'une communauté de son ordre à Montréal au Québec. Il fit des études en philosophie et en théologie.
Le 4 août 1912, il a été ordonné prêtre au sein de l'Ordre basilien de saint Josaphat. À la suite de son ordination, il a été un missionnaire au Canada. De 1922 à 1929, il a été l'higoumène d'un monastère à Edmonton en Alberta.
Le 20 mai 1929, Basile Vladimir Ladyka a été nommé, par le pape Pie XI, comme second exarque apostolique du Canada pour les Ukrainiens, juridiction de l'Église grecque-catholique ukrainienne qui correspond de nos jours à l'archéparchie de Winnipeg des Ukrainiens et comme évêque titulaire d'Abydus (de),. Le 13 juillet suivant, il a été consacré à l'épiscopat avec Constantine Bohachevsky (en) (Konštantín Bohačevskyj), exarque apostolique des États-Unis d'Amérique pour les Ukrainiens, comme principal consécrateur, et Basil Takach (en) (Basil Takacs), exarque apostolique des États-Unis d'Amérique pour les Ruthéniens (en), et Henry Joseph O'Leary (en), archevêque d'Edmonton, comme principaux co-consécrateurs.
Le 21 juin 1948, il a été élevé au rang d'archevêque et nommé archevêque titulaire de Martyropolis (de).
Il est mort le 1er septembre 1956 à l'âge de 72 ans à Winnipeg au Manitoba.